# خوان السينا
خوان السينا (بالإسبانية: Juan Ramón Alsina)‏ هو لاعب كرة قدم أوروغواياني في مركز الدفاع، ولد في 15 نوفمبر 1989 في مونتيفيديو في الأوروغواي. لعب مع نادي ليفربول.

## وصلات خارجية
- خوان السينا على موقع Soccerway.com (الإنجليزية)